# Férfi 10 méteres szinkronugrás a 2017-es úszó-világbajnokságon
A 2017-es úszó-világbajnokságon a műugrás férfi szinkron 10 méteres versenyszámának selejtezőjét július 17-én délután, a döntőjét pedig kora este rendezték meg Duna Arenában.

## Versenynaptár
Az időpontok helyi idő szerint olvashatóak (GMT +01:00).
| Dátum                   | Időpont | Forduló   |
| ----------------------- | ------- | --------- |
| 2017. július 17., hétfő | 13:00   | Selejtező |
| 2017. július 17., hétfő | 18:30   | Döntő     |

## Eredmény
Zölddel kiemelve a döntőbe jutottak
| #  | Versenyző                                             | Ország                   | Selejtező | Selejtező | Döntő  | Döntő   |
| #  | Versenyző                                             | Ország                   | Pontok    | Rangsor   | Pontok | Rangsor |
| -- | ----------------------------------------------------- | ------------------------ | --------- | --------- | ------ | ------- |
|    | Csen Aj-szen (Chen Aisen) Jang Hao (Yang Hao)         | Kína (CHN)               | 466,44    | 1         | 498,48 | 1       |
|    | Alekszandr Bondar Viktor Minyibajev                   | Oroszország (RUS)        | 415,02    | 4         | 458,85 | 2       |
|    | Patrick Hausding Sascha Klein                         | Németország (GER)        | 412,92    | 5         | 440,82 | 3       |
| 4  | Tom Daley Daniel Goodfellow                           | Egyesült Királyság (GBR) | 433,14    | 2         | 418,02 | 4       |
| 5  | Makszim Dolgov Olekszandr Horskovozov                 | Ukrajna (UKR)            | 419,01    | 3         | 416,31 | 5       |
| 6  | Steele Johnson Brandon Loschiavo                      | USA (USA)                | 406,53    | 8         | 406,83 | 6       |
| 7  | Kim Jongnam (Kim Yeong-nam) U Haram (Woo Ha-ram)      | Dél-Korea (KOR)          | 378,36    | 10        | 391,17 | 7       |
| 8  | Domonic Bedggood Declan Stacey                        | Ausztrália (AUS)         | 388,20    | 9         | 387,30 | 8       |
| 9  | Vladimir Harutyunyan Lev Sargsyan                     | Örményország (ARM)       | 368,40    | 11        | 385,20 | 9       |
| 10 | José Balleza Kevin Berlín                             | Mexikó (MEX)             | 411,72    | 6         | 378,48 | 10      |
| 11 | Hjong Ilmjong (Hyon Il-myong) I Hjondzsu (Ri Hyon-ju) | Észak-Korea (PRK)        | 409,95    | 7         | 372,24 | 11      |
| 12 | Artsziom Baruszki Vadzim Kaptur                       | Fehéroroszország (BLR)   | 361,83    | 12        | 362,04 | 12      |
|    |                                                       |                          |           |           |        |         |
| 13 | Kevin García Alvarez Víctor Ortega Serna              | Kolumbia (COL)           | 333,96    | 13        |        |         |